# Soupe aux gourganes
La soupe aux gourganes (fèves maraîchères) est un plat de la cuisine traditionnelle québécoise.

## Histoire
Même si elle est peu cultivée au Québec de nos jours, cette fève est présente depuis les débuts de la colonisation de la Nouvelle-France. Malgré cela, la gourgane est restée un aliment emblématique des régions de Charlevoix et du Saguenay–Lac-Saint-Jean.

## Description
La soupe aux gourganes, très consistante et souvent consommée en tant que plat principal, est composée dans sa forme la plus traditionnelle de bouillon fait de jarrets de bœuf et de lard salé dans lequel sont cuites des gourganes fraîches écossées ainsi que quelques cosses nettoyées, de l'orge perlé, des carottes, du chou gras ou « poulette grasse » (Chenopodium album), de la tomate, des vermicelles et est assaisonnée de sarriette et de ciboulette. Il existe plusieurs variantes incorporant d'autres variétés de légumes et d'assaisonnement selon la région où l'on se trouve.